# Ipp
Ipp (románul: Ip) falu Romániában, Szilágy megyében.

## Fekvése
Szilágysomlyótól 16 km-re nyugatra fekszik.

## Történelem
1208-ban Ypu néven említi először oklevél.
1373-ban az akkor Kraszna vármegyéhez tartozó Ip birtokába Albesi Mártont iktatták be. 1438-ban Borzás János fia György és a Jakcsiak birtokot cserélnek Ipen. 1466-ban Ippi Lászlót és fiát Jánost iktatták be Ipp birtokába, a település egészen 1598-ig az Ippi család tagjainak birtoka volt. 1598-ban Báthori Zsigmond az utód nélkül elhalt ifjú Ippi László itteni birtokát a rokon Ippi Bideskúti családnak ajándékozta. 1703-ban Somlyai Décsei István valamint neje Szintai Éva és Ippi Bideskúti Zsigmond birtoka volt.
A trianoni békeszerződésig Szilágy vármegye Szilágysomlyói járásához tartozott.
A második bécsi döntést követően, 1940. szeptember 7-én a bevonuló 11. hajdúezred 1. zászlóalja hosszabb pihenőt tartott a településen, amikor az egyik lőszerkocsin egy rekesz korábban zsákmányolt és a zötykölődéstől élesedett kézigránát felrobbant, halálosan megsebesítve két embert. A szeptember 13-án a budapesti gyalogezred 32. karhatalmi századával kiszálló Bedő Zsolt főhadnagy már azt az információt kapta, hogy almáskosárba rejtett pokolgép végzett három honvéddel. Bedő különítménye a magyar többségű községben 18 „vasgárdagyanús” embert talált, akik közül 16-ot lelőttek. Az iskolában elszállásolt katonákra éjjel valaki rálőtt, amire válaszul a honvédek – hivatalosan „a támadók üldözése közben” – 157 román férfit, nőt és gyereket öltek meg. Annak ellenére, hogy a 2014 lakosú településen mindössze 392-en voltak román anyanyelvűek, magyar és szlovák áldozat nem volt. Az esetet magyar források alapján feltáró Illésfalvi Péter hadtörténész a magyar honvédek üldözésre vonatkozó állításait „szégyenletes hazugságnak” minősítette. A karhatalmi század szeptember 15-én hagyta el a falut, és Márkaszéken folytatta tevékenységét.
Az áldozatok emlékére 1996-ban emlékművet állítottak fel a faluban.

## Népesség
1765-ben a településnek 103 görögkatolikus lakosa volt.
1847-ben 920 lakosa volt, melyből 51 római katolikus, 342 görögkatolikus, 326 református, 11 izraelita.
1890-ben 1099 lakosából 740 magyar, 5 német, 8 tót, 345 román, 1 egyéb nyelvű, ebből 55 római katolikus, 349 görögkatolikus, 670 református, 25 izraelita. A házak száma ekkor 208 volt.
1910-ben 1526, többségben magyar lakosa volt, jelentős román kisebbséggel.
1930-ban 2014 magyar, szlovák és román lakosa közül 392 volt román anyanyelvű.

## Nevezetességek
- Református templom - 1720-ban renoválták, 1793-ban bővítették, 1825-ben a fatorony helyett kőből építettek tornyot.
- Görögkatolikus templom.

## Népviselet, népszokások
Ipp férfi lakosai fekete posztóból készült nadrágot, mellényt, ujjast és barna gubát viseltek.
A nők ruházatához tartozott a vizitke, huszárka és a fehér guba. Nyári öltözékük a fersing volt.

## Híres szülöttei
- Kisfalussy Bálint (1939–2015) színész, zeneszerző, dalszerző, slágerénekes

## Lásd még
- Ippi mészárlás